# Delia aquitima
Delia aquitima este o specie de muște din genul Delia, familia Anthomyiidae. A fost descrisă pentru prima dată de Huckett în anul 1929.
Este endemică în Alberta. Conform Catalogue of Life specia Delia aquitima nu are subspecii cunoscute.